# Echium stenosiphon
La língua-de-vaca (Echium stenosiphon Webb., 1849) è una pianta della famiglia delle Boraginacee, endemica di Capo Verde.

## Descrizione

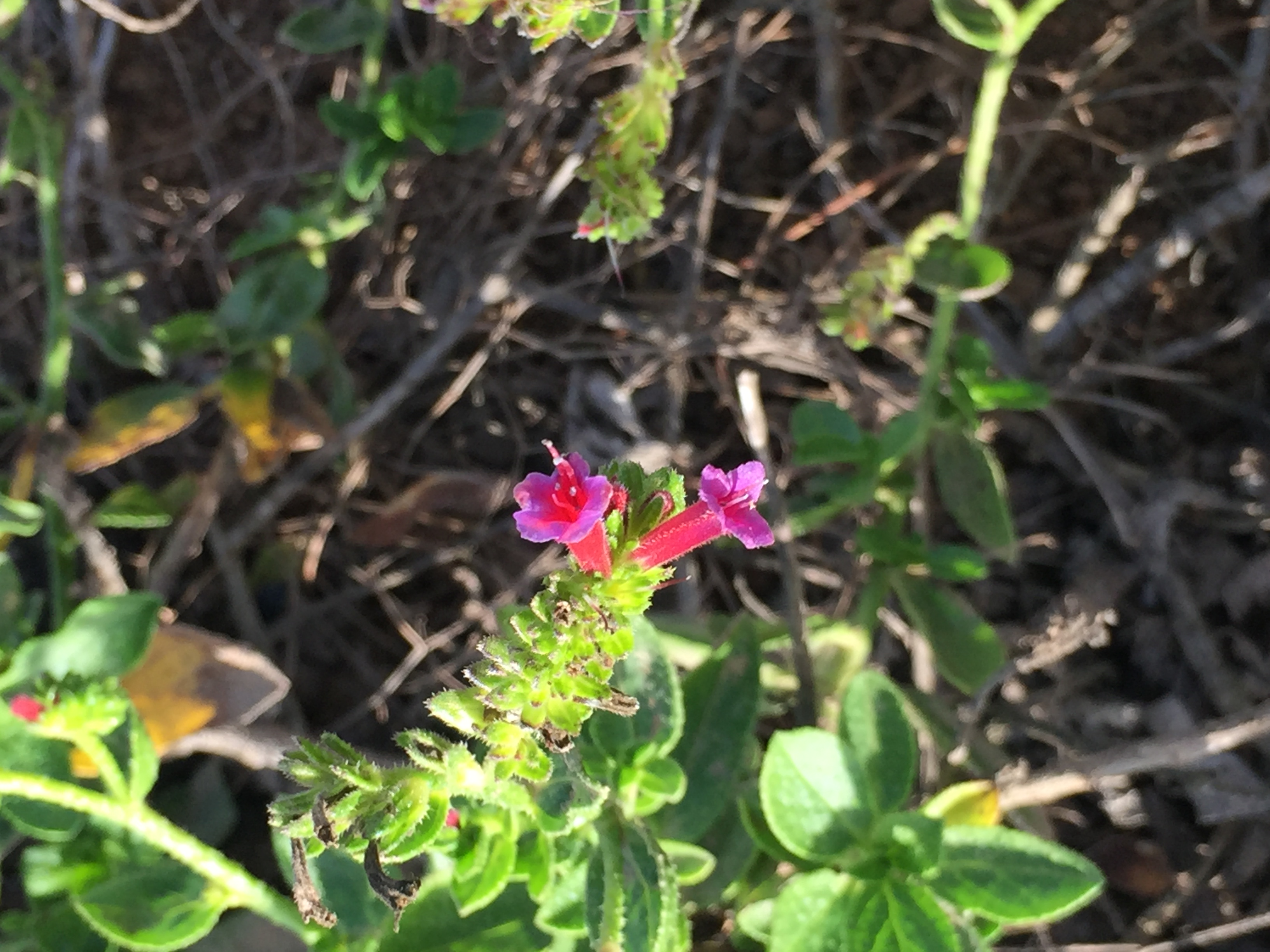
Fiori

La pianta è perenne, e arriva a misurare 1,2 metri. 

### Foglie
Le foglie, penninervie, hanno un aspetto rugoso, quasi spinoso, da qui il nome língua-de-vaca (lingua di mucca).

### Fiori
Fiori piccoli con 5 stami e un pistillo. Di solito sono di un colore rosa violaceo.

### Radice
Radice aprumata, di un colore rosso.

### Fusto
Rugoso come le foglie, esso è molto curvo.

## Distribuzione e habitat
Essa è presente solamente nelle isole di Santo Antão, São Vicente (particolarmente a Monte Verde) e São Nicolau. Cresce su suolo roccioso, oltre i 400 m s.l.m.

## Tassonomia
Sono note le seguenti sottospecie:
- Echium stenosiphon subsp. stenosiphon
- Echium stenosiphon subsp. glabrescens (Pett.) Romeiras & M.C.Duarte
- Echium stenosiphon subsp. lindbergii (Pett.) Bramwell

## Usi
- I suoi fiori in forma di sciroppo erano utilizzati per aromatizzare il grogue.
- Per curare gastroenteriti.[3]

### Analisi chimica
Dopo un'analisi della composizione chimica delle specie Echium stenosiphon e Echium hypertropicum realizzata nel 2013, sono stati trovati un totale di 10 alcaloidi pirrolizidinici.
Le sostanze identificate potranno essere utilizzate in futuro come mezzo per identificare la discendenza del genere Echium, per mezzo della chemiotassonomia.

## Curiosità
Nella moneta capoverdiana di 10 escudos, più precisamente nel verso, esiste un disegno di un esemplare di Echium stenosiphon.